# 麥克·馬契爾
迈克尔·安东尼·米切尔（英語：Michael Anthony Mitchell，1956年1月1日—2011年6月9日），美國籃球運動員。在1978年至1990年間活躍於國家籃球協會（NBA），共11季。
馬契爾出生於亞特蘭大，在大專盃時期效力於奧本大學（Auburn University）。在奧本的期間，馬契爾四次入選大学联赛選秀。
2011年因癌症病逝。